# ヴャチェスラフ・フェティソフ
ヴャチェスラフ・アレクサーンドロヴィチ・フェティソフ（ロシア語: Вячеслав Александрович Фетисов、英語: Viacheslav Alexandrovich Fetisov、1958年 4月20日 -）は、ソヴィエト連邦モスクワ生まれの元プロアイスホッケー選手である。引退後は政治家として活動し、2016年より国家院の議員を務める。

## 来歴
1976年から1998年までからCSKAモスクワでプレー。ポジションはディフェンスマンだった。1980年代のグラスノスチによってソ連選手のNHL移籍が可能になると、1989年にニュージャージー・デビルズに移籍。後にデトロイト・レッドウィングスでプレーした。冬季オリンピック2冠（1984年、1988年）、世界選手権7冠（1978年、1981年、1982年、1983年、1986年、1989年、1990年）、スタンレーカップ2冠（1997年、1998年）。2001年、ホッケーの殿堂入り。

## 詳細情報

### 代表歴
- 1976年世界ジュニアアイスホッケー選手権ソビエト連邦代表
- 1977年世界ジュニアアイスホッケー選手権ソビエト連邦代表
- 1977年アイスホッケー世界選手権ソビエト連邦代表
- 1978年世界ジュニアアイスホッケー選手権ソビエト連邦代表
- 1978年アイスホッケー世界選手権ソビエト連邦代表
- 1980年オリンピックアイスホッケーソビエト連邦代表
- 1981年アイスホッケー世界選手権ソビエト連邦代表
- 1981 カナダ・カップ ソビエト連邦代表
- 1982年アイスホッケー世界選手権ソビエト連邦代表
- 1983年アイスホッケー世界選手権ソビエト連邦代表
- 1984年オリンピックアイスホッケーソビエト連邦代表
- 1985年アイスホッケー世界選手権ソビエト連邦代表
- 1986年アイスホッケー世界選手権ソビエト連邦代表
- 1987年アイスホッケー世界選手権ソビエト連邦代表
- 1988年オリンピックアイスホッケーソビエト連邦代表
- 1989年アイスホッケー世界選手権ソビエト連邦代表
- 1990年アイスホッケー世界選手権ソビエト連邦代表
- 1991年アイスホッケー世界選手権ソビエト連邦代表